# 2000年ザイオン空中衝突事故

セスナ機 (青) とズリン機 (赤) のおおよその飛行経路。

2000年ザイオン空中衝突事故（2000ねんザイオンくうちゅうしょうとつじこ、英：2000 Zion mid-air collision）は、2000年2月8日にアメリカ合衆国イリノイ州ザイオンのウォキーガン・ナショナル空港に着陸進入中のズリン 242Lとセスナ 172Pが空港より2マイル北東の地点で空中衝突、ズリン機が5階建ての病院の天井を突き破り、セスナ機が3ブロック先の住宅街に墜落した事故である。
この事故で両機の乗員乗客3人が死亡し地上にいた5人が負傷した。

## 事故機

### ズリン 242L
ズリン 242Lは低翼2座席小型機である。事故機はシリアルナンバー0695、機体記号N5ZAでラジオパーソナリティのボブ・コリンズとダニエル・ビットトンが共同所有しており、合計飛行時間は96.4時間であった。
事故機には操縦士としてボブ・コリンズが、またその友人のヘルマン・ルッシャーが乗客として搭乗していた。

### セスナ 172P
セスナ 172Pは高翼4座席小型機である。事故機は機体記号N99063で、2000年1月10日時点での総飛行時間は12,099.6時間であった。
事故機を操縦していたのは31歳の研修中のパイロットであるシャロン・ホックで、2000年1月14日に最初の単独飛行を行い、合計単独飛行時間は36時間でその全てをセスナ 172で飛行していた。

## 事故
事故に関与している2機は、どちらも連邦航空規則91条の下で、飛行計画無しの有視界飛行方式で飛行していた。事故当時、ウォキーガン・ナショナル空港付近の視界は10マイル (16km) で、気温は華氏33度 (摂氏1度)、風は方位220度より17ノット (20mph; 31km/h) であった。
ズリン 242Lは現地時間14時にシボイガン郡空港を離陸した。ボブ・コリンズが左の座席に座り操縦を行い、ヘルマン・ヘッシャーが右の座席に座っていた。
シャロン・ホックはセスナ 172Pを1人で操縦し、ライトトラフィックパターンを使用し滑走路23で離着陸の練習を行っていた。14時57分、彼女は最後となる12回目の離着陸の練習のために離陸準備を行っていた。練習飛行終了後は、インストラクターのスコット・コミッツを迎えに行きシカゴ・エグゼクティブ空港へ戻る予定であった。
14時57分42秒、セスナ機は滑走路23手前で離陸許可を待っていた。この時点でズリン機は滑走路進入端から11マイルの地点に居た。この時タワー管制を行っていたのはベテランのグレッグ・ファウラー54歳であった。
| タワー管制 (LC)、ズリン 242L (N5ZA)、セスナ 172P (N99063) の交信内容とシカゴ・ターミナル・レーダー・アプローチ・コントロール (TRACON) の情報より割り出された機体の位置 |              |                                                                                          | |
| 時間 | 交信先       | 交信内容                                                                                 | TRACONデータ |
| 14:58:07 | LCからN99063 | N99063、離陸を許可します。                                                               | データ無し |
| 14:59:48 | LCからN5ZA   | 貴機の現在位置はどこですか？                                                             | データ無し |
| 14:59:51 | N5ZAからLC   | 湖からちょうど1、2マイルぐらい...湖岸線から。                                            | N5ZAの実際の位置は湖岸より北東3.75マイル、滑走路進入端から7.75マイルの地点。 |
| 14:59:53 | LCからN5ZA   | 貴機はまだ直線飛行していますか？                                                         | データ無し |
| 14:59:55 | N5ZAからLC   | あー、はいそうです。                                                                     | データ無し |
| 14:59:58 | LCからN5ZA   | 着陸できる範囲で可能な限り速度を上げてください。                                         | データ無し |
| 15:00:01 | N5ZAからLC   | できるだけ早くpeddle〔ママ〕します。                                                     | データ無し |
| 15:00:38 | LCからN99063 | そのままダウンウィンドレグを飛行し、最終進入経路に赤い低翼機が見えたら報告してください。 | N99063は滑走路23の進入端より北に約0.7マイルの位置を飛行中。 |
| 15:00:40 | N99063からLC | 機体を探しています。                                                                     | N5ZAは湖岸線の北東2.3マイル、滑走路23の進入端から6.3マイルの位置を飛行中。 |
| 15:00:50 | N5ZAからLC   | ZAは白いズリン機ですよ。                                                                 | データ無し |
| 15:00:56 | LCからN99063 | それは白い低翼機のはずです。                                                             | データ無し |
| 15:01:16 | N99063からLC | 機体を確認できません。いつベースレグに入るかを指示してください。                         | N99063は滑走路23の進入端から北東に約1.75マイルの位置、トラフィックパターンのダウンウィンドレグを飛行中。 N5ZA は湖岸線より北東1.4マイル、滑走路23の進入端から5.3マイルの位置を飛行中。 |

この時点で、タワー管制は空港より北東約1.5マイル地点を飛行中のN99063を見失い、ミシガン湖の付近の天候が悪かったためまだN5ZAを視認することができなかった。
| タワー管制 (LC)、ズリン 242L (N5ZA)、セスナ 172P (N99063) の交信内容とシカゴ・ターミナル・レーダー・アプローチ・コントロール (TRACON) の情報より割り出された機体の位置 |              |                                            | |
| 時間 | 交信先       | 交信内容                                   | TRACONデータ                                                                                                  |
| 15:01:41 | LCからN5ZA   | 貴機は湖岸線からどのくらい離れていますか？ | データ無し |
| 15:01:44 | N5ZAからLC   | ちょうど湖岸線を横断するところです。       | N5ZAの実際の位置は湖岸線から0.8マイル、滑走路23の進入端から約4.8マイルの地点。                                |
| 15:02:09 | LCからN99063 | N5ZAを視認しましたか？                     | データ無し |
| 15:02:11 | N99063からLC | いいえ。                                   | データ無し |
| 15:02:12 | LCからN99063 | 湖岸線を通過しましたか？                   | データ無し |
| 15:02:14 | N99063からLC | 着きそうです。                             | N99063は滑走路23のライトトラフィックパターンのダウンウィンドレグに沿って湖岸線から約1.6マイルの位置を飛行中。 |
| 15:02:16 | LCからN99063 | 今すぐベースレグを開始してください。       | N5ZAは滑走路23の進入端から4マイルの位置を飛行中。                                                             |

N99063はベースレグを開始し、その後すぐにN5ZAの前で最終進入経路に入った。N99063がN5ZAより下の高度に居たため、その高い翼によって後方のN5ZAに対する視界を遮っていた可能性がある。後の国家運輸安全委員会 (NTSB) による取り調べの際、タワー管制はN99063の方向転換を指示したタイミングについて、N99063を見失ってからN5ZAが湖岸線を越えたという報告をしてくるまでの経過時間に基づいていると述べた。
この時、機体記号N52048の別のセスナ 172Pが滑走路23のレフトトラフィックパターンのダウンウィンドレグを飛行中で、N99063が見えたと報告された。
| タワー管制 (LC)、ズリン 242L (N5ZA)、セスナ 172P (N99063)、セスナ 172P (N52048) の交信内容とシカゴ・ターミナル・レーダー・アプローチ・コントロール (TRACON) の情報より割り出された機体の位置 |              |                                                            | |
| 時間 | 交信先       | 交信内容                                                   | TRACONデータ |
| 15:02:52 | N52048からLC | 私の機はダウンウィンドレグに戻り、着陸機が見えてきました。 | データ無し |
| 15:02:54 | LCからN52048 | それは低翼機ですか？セスナ機ですか？                       | データ無し |
| 15:02:56 | N52048からLC | セスナ機です。                                             | データ無し |
| 15:03:04 | LCからN52048 | 貴機はそのセスナ機に続いててください。着陸は3番目です。    | N52048は滑走路23の進入端から北東2.5マイルのレフトダウンウィンドレグを飛行中で、N5ZAは滑走路23の進入端から3マイル地点を飛行中。 |
| 15:03:08 | 交信無し     | 交信無し                                                   | N99063は滑走路23の進入端から約2.7マイル地点でベースレグを完了し最終進入経路に入った。                                          |
| 15:03:19 | N5ZAからLC   | 前方にセスナ機を視認できません。                           | N5ZAは滑走路23の進入端から約2.6マイル地点を飛行中。                                                                            |
| 15:03:22 | LCからN5ZA   | 貴機が1番目ですよ、ボブさん。                              | データ無し |

タワー管制はこの時点での着陸機の着陸順序をN5ZA、N99063、N52048の順であると考えていたが、次第に何かがおかしいと気付き始めて双眼鏡を使用して航空機を見つけようとした。この時N5ZAの機体は確認できたがN99063の機体は確認できなかった。
| タワー管制 (LC)、ズリン 242L (N5ZA)、セスナ 172P (N99063)、セスナ 172P (N52048) の交信内容とシカゴ・ターミナル・レーダー・アプローチ・コントロール (TRACON) の情報より割り出された機体の位置 |            |                                | |
| 時間 | 交信先     | 交信内容                       | TRACONデータ |
| 15:03:27 | N5ZAからLC | 他機を確認できた。ありがとう。 | N99063は滑走路23の進入端から2.5マイル地点の最終進入経路を飛行中、N52048は滑走路23の進入端から3.1マイル地点のレフトベースレグを飛行中。 |

コリンズが「他機を確認できた。」と交信した時、彼は自機の左手を飛行するN52048を視認していた。しかし、前方下方を飛行中のN99063はズリン 242Lが低翼機であることが災いし翼に視界を遮られて視認することができなかった。
| タワー管制 (LC)、ズリン 242L (N5ZA)、セスナ 172P (N99063) の交信内容とシカゴ・ターミナル・レーダー・アプローチ・コントロール (TRACON) の情報より割り出された機体の位置 |              |                                                                                         |                                                                                               |
| 時間 | 交信先       | 交信内容                                                                                | TRACONデータ                                                                                  |
| 15:03:38 | LCからN99063 | 最終進入経路に入ったら報告してください。                                                | データ無し                                                                                    |
| 15:03:40 | N99063からLC | 現在最終進入経路を飛行中です。                                                          | データ無し                                                                                    |
| 15:03:42 | LCからN99063 | ありがとう。                                                                            | データ無し                                                                                    |
| 15:03:53 | LCからN5ZA   | 貴機の前方にセスナ機が見えますか？                                                      | データ無し                                                                                    |
| 15:03:59 | 交信無し     | 交信無し                                                                                | N5ZAは滑走路23の進入端から2マイル地点を飛行中。これはN5ZAが最後にレーダーに映った地点である。 |
| 15:04:00 | N5ZAからLC   | 5ZAはたった今空中衝突しました。両機は、ええと、発電所の1、ええと、2マイル西側に落下中。 | データ無し                                                                                    |
| 15:04:02 | LCからN5ZA   | 今視認しました。                                                                        | データ無し                                                                                    |

15時4分、ズリン 242Lとセスナ 172Pは双方が最終進入中、滑走路23の進入端から2マイルの高度650フィート地点で空中衝突した。
衝突時、ズリン機の対気速度は管制より増速指示を受けていたことから著しく速かった。ズリン機のプロペラがセスナ機の左翼フラップを切り落とし、右翼がセスナ機の尾翼と衝突した。衝突直後にセスナ機は錐揉み状態に陥り、老人ホームの駐車場に墜落して駐車してあった自動車2台に衝突後横滑りしエリム・アベニューへ出た。ズリン機は衝突後もしばらくは水平飛行を続けることができたが、5階建ての病院の天井に衝突し約45平方フィートの穴を開けた。衝突後に燃料が漏れ始め45秒後に爆発、窓ガラスを吹き飛ばし病院5階で大規模な火災が発生した。これにより病院で勤務していた5人のスタッフが負傷した。

## 調査
NTSBの事故調査報告書は2001年5月3日に発表された。事故の直接の原因は他機からのクリアランスを維持するための適切な行動を取らなかったズリン機のコリンズのパイロットエラーであるとされ、それに関連する原因としてセスナ機・ズリン機双方のパイロットの視界不良及びタワー管制が着陸順序に混乱し適切な指示を出せなかったことも挙げられた。NTSBはセスナ機のパイロットであるホックは非難していない。
また、NTSBから連邦航空局への手紙の中で、タワー管制は航空機を視認できなかったため、セスナ機との視覚的接触を失ってからはセスナ機の飛行状況の誤った推定とズリン機からの不正確な位置情報しか持っておらず、適切な着陸順序付けが難しかったとしている。ズリン機を1番に着陸させると考えた管制官の最初の行動は明らかにズリン機が実際よりも空港に近いという誤った認識に基づいていた。その後の管制官とズリン機との交信の中でズリン機が滑走路に近づいていないことが判明したが、管制官はズリン機前方にセスナ機を確認できず、またズリン機パイロットからも前方にセスナ機を確認したという報告が入らなかったことから着陸順序の変更を行わなかった。
このことから、NTSBはウォキーガン・ナショナル空港にレーダーがあればこの事故を防ぐことができたと述べている。